# Pseudagrion massaicum
Pseudagrion massaicum – gatunek ważki z rodziny łątkowatych (Coenagrionidae). Występuje w Afryce Subsaharyjskiej – od Sudanu i Etiopii po Angolę i RPA.
W RPA imago lata od października do końca maja. Długość ciała 31–35 mm. Długość tylnego skrzydła 16,5–20,5 mm.